# ロビン・シェーンベリ
ロビン・ヤメス・オロフ・シェーンベリ（またはヘーンベリ、フェーンベリ。スウェーデン語: Robin James Olof Stjernberg、1991年2月22日 - ）は、スウェーデン・ヘッスレホルム出身のポップ・ミュージック歌手である。スウェーデン・マルメで開催される2013年のユーロビジョン・ソング・コンテストでスウェーデン代表として「You」を歌う。

## 来歴

### バンド「ワッツ・アップ！」
シェーンベリはマルメで開催された音楽祭「Sommarchansen」で優勝を果たす。翌2007年、勝ち残った5人がボーイ・バンドのメンバーとなるイベントに参加してその1人に選ばれ、バンド「ワッツ・アップ！」を結成する。この時、同じバンドのメンバーにはエリック・サーデもいた。バンドはアルバム『In Pose』を発売し、スウェーデンのアルバム・チャートで40位に入った。また、収録曲から2枚のシングル「Go Girl!」および「If I Told You Once」が発売され、スウェーデンのシングル・チャート「スヴァリイェトプリストン」においてそれぞれ5位、16位となった。バンドを去ったエリック・サーデは後にユーロビジョン・ソング・コンテスト2011においてスウェーデン代表を務めており、ユーロビジョン・ソング・コンテスト2013のスウェーデン代表に選出されたシェーンベリは同バンド出身の2人目のユーロビジョン・スウェーデン代表となった。

### Idol 2011
シェーンベリは音楽オーディション番組「Idol 2011」に参加し、2位となった。決勝の投票ではシェーンベリは48%、対するアマンダ・フォンデルは52%を獲得し、優勝を逃した。
Idol 2011の後、初のソロ・シングル「All This Way」が2011年12月2日に発売される。なお、Idol 2011の優勝者アマンダ・フォンデルによる同じ曲の別バージョンも別個にシングル化された。シェーンベリはレコード会社・ライオンハート・ミュージック・グループと契約を交わす。
Idol 2011で自身が歌った楽曲を集めたアルバム『My Version』は2012年1月4日に発売される。同アルバムからの初のシングル・カットは、ビヨンセ原曲の「Halo」であった。

### メロディーフェスティバーレン、ユーロビジョン2013
ユーロビジョン・ソング・コンテストの国内選考であるメロディーフェスティバーレン2013に、楽曲「You」で参加する。2013年2月23日にマルメで開催された同大会の第4準決勝で3位/4位となり、3月2日カールスタードでの敗者復活戦に進む。敗者復活ではマルティン・ロリンスキを抑えて首位となり、決勝進出を決める。3月9日の決勝戦で優勝を果たし、5月にマルメで開催されるユーロビジョン・ソング・コンテスト2013のスウェーデン代表となることが決まった。シェーンベリは、メロディーフェスティバーレンの敗者復活戦から勝ち上がってスウェーデン代表の座を射止めた最初の人物となった。

## ディスコグラフィー

### アルバム
| 題名        | 詳細                                                              | チャート順位 |
| 題名        | 詳細                                                              | SWE          |
| ----------- | ----------------------------------------------------------------- | ------------ |
| My Versions | - 発売日: 2012年1月4日 - 発売元: Lionheart Music Group - 形式: CD | 1            |

### シングル
| 年     | 題名             | チャート順位 | 収録アルバム   |
| 年     | 題名             | SWE          | 収録アルバム   |
| ------ | ---------------- | ------------ | -------------- |
| 2011年 | "All This Way"   | —            | My Versions    |
| 2012年 | "Halo"           | —            | My Versions    |
| 2012年 | "On My Mind"     | —            | アルバム未収録 |
| 2012年 | "Scars"          | —            | アルバム未収録 |
| 2013年 | "You"            | 1            | アルバム未収録 |
| 2013年 | "For the Better" | —            | アルバム未収録 |